# Tixall Gatehouse

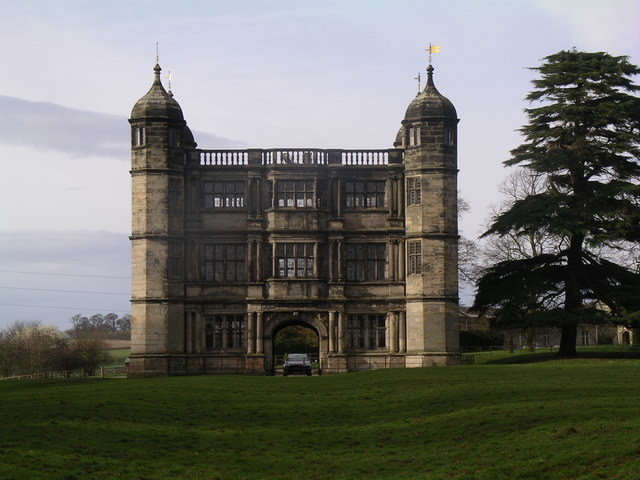
Tixall Gatehouse, tudo o que resta do solar medieval demolido em 1927.

Tixall Gatehouse é tudo o que resta do Tixall Hall, correspondendo à antiga portaria quinhentista daquele palácio rural situado em Tixall, nas proximidades de Stafford, no Staffordshire, Inglaterra. É um listed building classificado com o Grau I.

## História
O solar de Tixall foi detido por muitos anos pela família Littletonwas até 1507, quando a herdeira dos Littleton casou com Sir John Aston. O solar medieval foi substituida por Sir Edward Aston, Alto Xerife de Staffordshire, cerca de 1555, e a Portaria foi acrescentada por volta de 1580.
A portaria é uma estrutura rectangular de três andares, cuja fachada com balaustrada está decorada com três ordens de colunas geminadas. Possui quatro torretas octogonais de esquina, encimadas por cúpulas e cata-ventos.
Mais tarde, os Aston foram elevados à categoria de barões e passaram a integrar o Pariato da Escócia. Aquando da morte do 6º Lorde Aston, a propriedade passou para a sua irmã, a qual tinha casado com Thomas Clifford (da família dos Baronetes de Clifford-Constable). Clifford substituiu a velha casa por um novo palácio cerca de 1780, mas manteve a antiga Portaria. Várias famílias locais foram descendentes dos Astons, incluindo os Levett de Lichfield (e, mais tarde, proprietários do Wychnor Hall).
Os Cliffords venderam a propriedade de Tixall ao Conde Talbot, proprietário do vizinho Ingestre Hall, cerca de 1835, e desde então, a propriedade foi deixada aos arrendatários.
O velho palácio foi demolido em 1927, permanecendo apenas a Portaria de pé, e a propriedade foi repartida para ser vendida de forma fragmentada em 1960. Em 1968, o Landmark Trust comprou a Portaria, a qual, depois de passar por obras de restauro, se encontra agora disponível para arrendar para férias.